# WTA
Women's Tennis Association (ofte forkortet WTA) er den organisation, der arrangerer tennisturneringer for professionelle kvindelige tennisspillere.

## WTA-ranglisten
WTA er ansvarlig for at rangere de professionelle kvindelige tennisspillere efter styrke. Styrken beregnes efter spillernes resultater i pointgivende turneringer, og rangeringen bruges til at seede de bedste spillere i hver enkelt turnering, så de tilmeldte spillere med højeste rangeringer sikres mod at møde hinanden for tidligt i turneringen.
Der vedligeholdes en rangliste for spillerne i single og i double. Disse lister opdateres hver mandag, idet stort set alle turneringer afsluttes på en søndag. Kun afsluttede turneringer medregnes ved opdateringen. En spiller får point efter, hvor langt hun er nået i de enkelte turneringer – jo længere i turneringen, jo flere point. De forskellige turneringer er på forhånd rangeret indbyrdes, så de mest prestigefyldte turneringer giver flere point end knap så prestigefyldte turneringer. Ved den ugentlige opdatering tillægges en spillers opnåede point i den forløbne uge, mens de point, hun opnåede i den tilsvarende måned et år tidligere, fratrækkes.
De mest prestigefyldte turneringer er Grand Slam-turneringerne, der dog ikke arrangeres af WTA, men tæller med i pointregnskabet. Som vinder optjener man 2000 point, mens sejr i de mindst prestigefyldte turneringer (med en præmiesum på op til 10.000 dollars) blot giver 12 point. Visse turneringer giver point blot for at stille op, og i kvalifikationsrunderne til de store turneringer er der også point at hente.
For at komme på listen kræves deltagelse i mindst tre pointgivende turneringer, og omvendt tæller højst 16 turneringer (11 i double).
Rangeringen blev indført 3. november 1975.
Følgende spillere har været i top 10 på WTA's verdensrangliste i single ved sæsonens afslutning:
| Top 10 ved sæsonens afslutning           | Top 10 ved sæsonens afslutning | Top 10 ved sæsonens afslutning | Top 10 ved sæsonens afslutning | Top 10 ved sæsonens afslutning | Top 10 ved sæsonens afslutning | Top 10 ved sæsonens afslutning | Top 10 ved sæsonens afslutning | Top 10 ved sæsonens afslutning | Top 10 ved sæsonens afslutning | Top 10 ved sæsonens afslutning |
| Sæson                                    | Nr. 1                          | Nr. 2                          | Nr. 3                          | Nr. 4                          | Nr. 5                          | Nr. 6                          | Nr. 7                          | Nr. 8                          | Nr. 9                          | Nr. 10                         |
| ---------------------------------------- | ------------------------------ | ------------------------------ | ------------------------------ | ------------------------------ | ------------------------------ | ------------------------------ | ------------------------------ | ------------------------------ | ------------------------------ | ------------------------------ |
| 1975                                     | Chris Evert                    | Virginia Wade                  | Martina Navratilova            | Billie Jean King               | Evonne Goolagong               | Margaret Court                 | Olga Morozova                  | Nancy Gunter                   | Françoise Dürr                 | Kerry Melville Reid            |
| 1976                                     | Chris Evert                    | Evonne Goolagong               | Virginia Wade                  | Martina Navratilova            | Dianne Fromholtz               | Rosemary Casals                | Betty Stöve                    | Kerry Reid                     | Olga Morozova                  | Sue Barker                     |
| 1977                                     | Chris Evert                    | Billie Jean King               | Martina Navratilova            | Virginia Wade                  | Sue Barker                     | Rosemary Casals                | Betty Stöve                    | Dianne Fromholtz               | Wendy Turnbull                 | Kerry Reid                     |
| 1978                                     | Martina Navratilova            | Chris Evert                    | Evonne Goolagong               | Virginia Wade                  | Billie Jean King               | Tracy Austin                   | Wendy Turnbull                 | Betty Stöve                    | Kerry Reid                     | Dianne Fromholtz               |
| 1979                                     | Martina Navratilova            | Chris Evert Lloyd              | Tracy Austin                   | Evonne Cawley                  | Billie Jean King               | Dianne Fromholtz               | Wendy Turnbull                 | Virginia Wade                  | Kerry Reid                     | Sue Barker                     |
| 1980                                     | Chris Evert Lloyd              | Tracy Austin                   | Martina Navratilova            | Hana Mandlíková                | Evonne Cawley                  | Billie Jean King               | Andrea Jaeger                  | Wendy Turnbull                 | Pam Shriver                    | Greer Stevens                  |
| 1981                                     | Chris Evert Lloyd              | Tracy Austin                   | Martina Navratilova            | Andrea Jaeger                  | Hana Mandlíková                | Sylvia Hanika                  | Pam Shriver                    | Wendy Turnbull                 | Bettina Bunge                  | Barbara Potter                 |
| 1982                                     | Martina Navratilova            | Chris Evert Lloyd              | Andrea Jaeger                  | Tracy Austin                   | Wendy Turnbull                 | Pam Shriver                    | Hana Mandlíková                | Barbara Potter                 | Bettina Bunge                  | Sylvia Hanika                  |
| 1983                                     | Martina Navratilova            | Chris Evert Lloyd              | Andrea Jaeger                  | Tracy Austin                   | Pam Shriver                    | Sylvia Hanika                  | Wendy Turnbull                 | Jo Durie                       | Hana Mandlíková                | Andrea Temesvári               |
| 1984                                     | Martina Navratilova            | Chris Evert Lloyd              | Hana Mandlíková                | Pam Shriver                    | Wendy Turnbull                 | Manuela Maleeva                | Helena Suková                  | Claudia Kohde-Kilsch           | Zina Garrison                  | Kathy Jordan                   |
| 1985                                     | Martina Navratilova            | Chris Evert Lloyd              | Hana Mandlíková                | Pam Shriver                    | Claudia Kohde-Kilsch           | Steffi Graf                    | Manuela Maleeva                | Zina Garrison                  | Helena Suková                  | Bonnie Gadusek                 |
| 1986                                     | Martina Navratilova            | Chris Evert Lloyd              | Steffi Graf                    | Hana Mandlíková                | Pam Shriver                    | Helena Suková                  | Claudia Kohde-Kilsch           | Kathy Rinaldi                  | Gabriela Sabatini              | Manuela Maleeva                |
| 1987                                     | Steffi Graf                    | Martina Navratilova            | Chris Evert                    | Pam Shriver                    | Hana Mandlíková                | Gabriela Sabatini              | Helena Suková                  | Manuela Maleeva                | Zina Garrison                  | Claudia Kohde-Kilsch           |
| 1988                                     | Steffi Graf                    | Martina Navratilova            | Chris Evert                    | Gabriela Sabatini              | Pam Shriver                    | Manuela Maleeva                | Natalija Zvereva               | Helena Suková                  | Zina Garrison                  | Barbara Potter                 |
| 1989                                     | Steffi Graf                    | Martina Navratilova            | Gabriela Sabatini              | Zina Garrison                  | Arantxa Sánchez                | Monica Seles                   | Conchita Martínez              | Helena Suková                  | Manuela Maleeva                | Chris Evert                    |
| 1990                                     | Steffi Graf                    | Monica Seles                   | Martina Navratilova            | Mary Joe Fernández             | Gabriela Sabatini              | Katerina Maleeva               | Arantxa Sánchez Vicario        | Jennifer Capriati              | Manuela Maleeva-Fragnière      | Zina Garrison                  |
| 1991                                     | Monica Seles                   | Steffi Graf                    | Gabriela Sabatini              | Martina Navratilova            | Arantxa Sánchez Vicario        | Jennifer Capriati              | Jana Novotná                   | Mary Joe Fernández             | Conchita Martínez              | Manuela Maleeva-Fragnière      |
| 1992                                     | Monica Seles                   | Steffi Graf                    | Gabriela Sabatini              | Arantxa Sánchez Vicario        | Martina Navratilova            | Mary Joe Fernández             | Jennifer Capriati              | Conchita Martínez              | Manuela Maleeva-Fragnière      | Jana Novotná                   |
| 1993                                     | Steffi Graf                    | Arantxa Sánchez Vicario        | Martina Navratilova            | Conchita Martínez              | Gabriela Sabatini              | Jana Novotná                   | Mary Joe Fernández             | Monica Seles                   | Jennifer Capriati              | Anke Huber                     |
| 1994                                     | Steffi Graf                    | Arantxa Sánchez Vicario        | Conchita Martínez              | Jana Novotná                   | Mary Pierce                    | Lindsay Davenport              | Gabriela Sabatini              | Martina Navratilova            | Kimiko Date                    | Natalija Zvereva               |
| 1995                                     | Steffi Graf Monica Seles       | Conchita Martínez              | Arantxa Sánchez Vicario        | Kimiko Date                    | Mary Pierce                    | Magdalena Maleeva              | Gabriela Sabatini              | Mary Joe Fernández             | Iva Majoli                     | Anke Huber                     |
| 1996                                     | Steffi Graf                    | Monica Seles                   | Arantxa Sánchez Vicario        | Conchita Martínez              | Jana Novotná                   | Martina Hingis                 | Anke Huber                     | Iva Majoli                     | Lindsay Davenport              | Irina Spirlea                  |
| 1997                                     | Martina Hingis                 | Jana Novotná                   | Lindsay Davenport              | Amanda Coetzer                 | Monica Seles                   | Iva Majoli                     | Mary Pierce                    | Irina Spirlea                  | Arantxa Sánchez Vicario        | Mary Joe Fernández             |
| 1998                                     | Lindsay Davenport              | Martina Hingis                 | Jana Novotná                   | Arantxa Sánchez Vicario        | Venus Williams                 | Monica Seles                   | Mary Pierce                    | Conchita Martínez              | Steffi Graf                    | Nathalie Tauziat               |
| 1999                                     | Martina Hingis                 | Lindsay Davenport              | Venus Williams                 | Serena Williams                | Mary Pierce                    | Monica Seles                   | Nathalie Tauziat               | Barbara Schett                 | Julie Halard-Decugis           | Amélie Mauresmo                |
| 2000                                     | Martina Hingis                 | Lindsay Davenport              | Venus Williams                 | Monica Seles                   | Conchita Martínez              | Serena Williams                | Mary Pierce                    | Arantxa Sánchez Vicario        | Anna Kurnikova                 | Nathalie Tauziat               |
| 2001                                     | Lindsay Davenport              | Jennifer Capriati              | Venus Williams                 | Martina Hingis                 | Kim Clijsters                  | Serena Williams                | Justine Henin                  | Jelena Dokic                   | Amélie Mauresmo                | Monica Seles                   |
| 2002                                     | Serena Williams                | Venus Williams                 | Jennifer Capriati              | Kim Clijsters                  | Justine Henin                  | Amélie Mauresmo                | Monica Seles                   | Daniela Hantuchová             | Jelena Dokic                   | Martina Hingis                 |
| 2003                                     | Justine Henin-Hardenne         | Kim Clijsters                  | Serena Williams                | Amélie Mauresmo                | Lindsay Davenport              | Jennifer Capriati              | Anastasija Myskina             | Jelena Dementjeva              | Chanda Rubin                   | Ai Sugiyama                    |
| 2004                                     | Lindsay Davenport              | Amélie Mauresmo                | Anastasija Myskina             | Marija Sjarapova               | Svetlana Kuznetsova            | Jelena Dementjeva              | Serena Williams                | Justine Henin-Hardenne         | Venus Williams                 | Jennifer Capriati              |
| 2005                                     | Lindsay Davenport              | Kim Clijsters                  | Amélie Mauresmo                | Marija Sjarapova               | Mary Pierce                    | Justine Henin-Hardenne         | Patty Schnyder                 | Jelena Dementjeva              | Nadia Petrova                  | Venus Williams                 |
| 2006                                     | Justine Henin-Hardenne         | Marija Sjarapova               | Amélie Mauresmo                | Svetlana Kuznetsova            | Kim Clijsters                  | Nadia Petrova                  | Martina Hingis                 | Jelena Dementjeva              | Patty Schnyder                 | Nicole Vaidišová               |
| 2007                                     | Justine Henin                  | Svetlana Kuznetsova            | Jelena Jankovic                | Ana Ivanovic                   | Marija Sjarapova               | Anna Tjakvetadze               | Serena Williams                | Venus Williams                 | Daniela Hantuchová             | Marion Bartoli                 |
| 2008                                     | Jelena Jankovic                | Serena Williams                | Dinara Safina                  | Jelena Dementjeva              | Ana Ivanovic                   | Venus Williams                 | Vera Zvonarjova                | Svetlana Kuznetsova            | Marija Sjarapova               | Agnieszka Radwańska            |
| 2009                                     | Serena Williams                | Dinara Safina                  | Svetlana Kuznetsova            | Caroline Wozniacki             | Jelena Dementjeva              | Venus Williams                 | Viktorija Azarenka             | Jelena Jankovic                | Vera Zvonarjova                | Agnieszka Radwańska            |
| 2010                                     | Caroline Wozniacki             | Vera Zvonarjova                | Kim Clijsters                  | Serena Williams                | Venus Williams                 | Samantha Stosur                | Francesca Schiavone            | Jelena Jankovic                | Jelena Dementjeva              | Viktorija Azarenka             |
| 2011                                     | Caroline Wozniacki             | Petra Kvitová                  | Viktorija Azarenka             | Marija Sjarapova               | Li Na                          | Samantha Stosur                | Vera Zvonarjova                | Agnieszka Radwańska            | Marion Bartoli                 | Andrea Petkovic                |
| 2012                                     | Viktorija Azarenka             | Marija Sjarapova               | Serena Williams                | Agnieszka Radwańska            | Angelique Kerber               | Sara Errani                    | Li Na                          | Petra Kvitová                  | Samantha Stosur                | Caroline Wozniacki             |
| 2013                                     | Serena Williams                | Viktorija Azarenka             | Li Na                          | Marija Sjarapova               | Agnieszka Radwańska            | Petra Kvitová                  | Sara Errani                    | Jelena Jankovic                | Angelique Kerber               | Caroline Wozniacki             |
| 2014                                     | Serena Williams                | Marija Sjarapova               | Simona Halep                   | Petra Kvitová                  | Ana Ivanovic                   | Agnieszka Radwańska            | Eugenie Bouchard               | Caroline Wozniacki             | Li Na                          | Angelique Kerber               |
| 2015                                     | Serena Williams                | Simona Halep                   | Garbiñe Muguruza               | Marija Sjarapova               | Agnieszka Radwańska            | Petra Kvitová                  | Venus Williams                 | Flavia Pennetta                | Lucie Šafářová                 | Angelique Kerber               |
| 2016                                     | Angelique Kerber               | Serena Williams                | Agnieszka Radwańska            | Simona Halep                   | Dominika Cibulková             | Karolína Plíšková              | Garbiñe Muguruza               | Madison Keys                   | Svetlana Kuznetsova            | Johanna Konta                  |
| 2017                                     | Simona Halep                   | Garbiñe Muguruza               | Caroline Wozniacki             | Karolína Plíšková              | Venus Williams                 | Elina Svitolina                | Jeļena Ostapenko               | Caroline Garcia                | Johanna Konta                  | Coco Vandeweghe                |
| 2018                                     | Simona Halep                   | Angelique Kerber               | Caroline Wozniacki             | Elina Svitolina                | Naomi Osaka                    | Sloane Stephens                | Petra Kvitová                  | Karolína Plíšková              | Kiki Bertens                   | Darja Kasatkina                |
| 2019                                     | Ashleigh Barty                 | Karolína Plíšková              | Naomi Osaka                    | Simona Halep                   | Bianca Andreescu               | Elina Svitolina                | Petra Kvitová                  | Belinda Bencic                 | Kiki Bertens                   | Serena Williams                |
| 2020                                     | Ashleigh Barty                 | Simona Halep                   | Naomi Osaka                    | Sofia Kenin                    | Elina Svitolina                | Karolína Plíšková              | Bianca Andreescu               | Petra Kvitová                  | Kiki Bertens                   | Aryna Sabalenka                |
| 2021                                     | Ashleigh Barty                 | Aryna Sabalenka                | Garbiñe Muguruza               | Karolína Plíšková              | Barbora Krejčíková             | Maria Sakkari                  | Anett Kontaveit                | Paula Badosa                   | Iga Świątek                    | Ons Jabeur                     |
| 2022                                     | Iga Świątek                    | Ons Jabeur                     | Jessica Pegula                 | Caroline Garcia                | Aryna Sabalenka                | Maria Sakkari                  | Coco Gauff                     | Darja Kasatkina                | Veronika Kudermetova           | Simona Halep                   |
| Kilde: WTA Official Guide 2023 (engelsk) |                                |                                |                                |                                |                                |                                |                                |                                |                                |                                |